# H2A hiszton
A H2A hiszton fehérje egy az eukarióta sejtek kromatin szerveződésének kialakításában részt vevő 5 hiszton fehérje közül. Rendelkezik egy fő globuláris doménnel és hosszú N terminális véggel. A H2A hiszton részt vesz az ún. 'beads on a string' szerkezetet létrehozásában.

## Más hiszton fehérjék
- H1
- H2B
- H3
- H4